# (3030) Vehrenberg
(3030) Vehrenberg es un asteroide perteneciente al cinturón de asteroides, descubierto el 1 de marzo de 1981 por Schelte John Bus desde el Observatorio de Siding Spring, Nueva Gales del Sur, Australia.

## Designación y nombre
Designado provisionalmente como 1981 EH16. Fue nombrado Vehrenberg en honor al astrónomo aficionado alemán Hans Vehrenberg.